# Ituero y Lama
Pour les articles homonymes, voir Ituero et Lama.

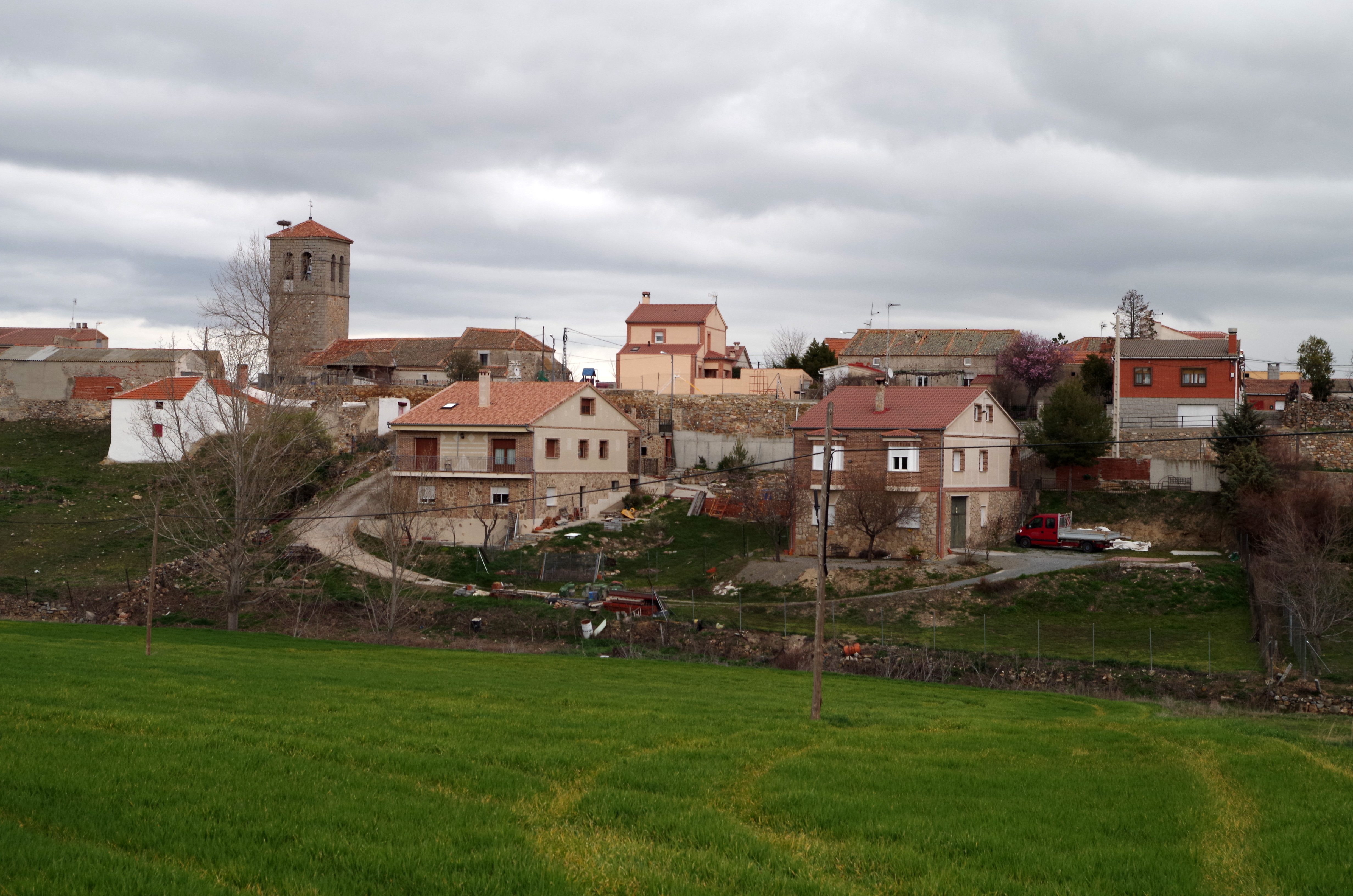

Ituero y Lama est une commune de la province de Ségovie dans la communauté autonome de Castille-et-León en Espagne.